# Ferrière-et-Lafolie
Pour les articles homonymes, voir Ferrière.
Ferrière-et-Lafolie est une commune française située dans le département de la Haute-Marne, en région Grand Est.

## Géographie
Ferrière-et-Lafolie est composé des villages de Lafolie (au nord) et de Ferrière (au sud).

### Localisation
Ferrière-et-Lafolie est une commune française qui se situe en Haute-Marne. Le village se situe au nord du département dans l'arrondissement de Saint-Dizier et dans l'aire d'attraction de Joinville dont elle est une commune de la couronne périurbaine.
Communes les plus proches à vol d'oiseau (de Ferrière):
- Blécourt à 1,3 km
- Mathons à 4,4 km
- Mussey-sur-Marne à 4,7 km
- Brachay à 4,8 km
- Flammerécourt à 4,8 km
- Fronville à 5,1 km
- Rupt à 5,2 km
- Nomécourt à 5,2 km

### Paysage
Le paysage autour du village se caractérise par des champs s'étendant sur une bande de Mathons à Blécourt ainsi que par des bois, au nord des deux villages.

### Hydrographie
La commune est dans la région hydrographique « la Seine de sa source au confluent de l'Oise (exclu) » au sein du bassin Seine-Normandie. Elle n'est drainée par aucun cours d'eau,.

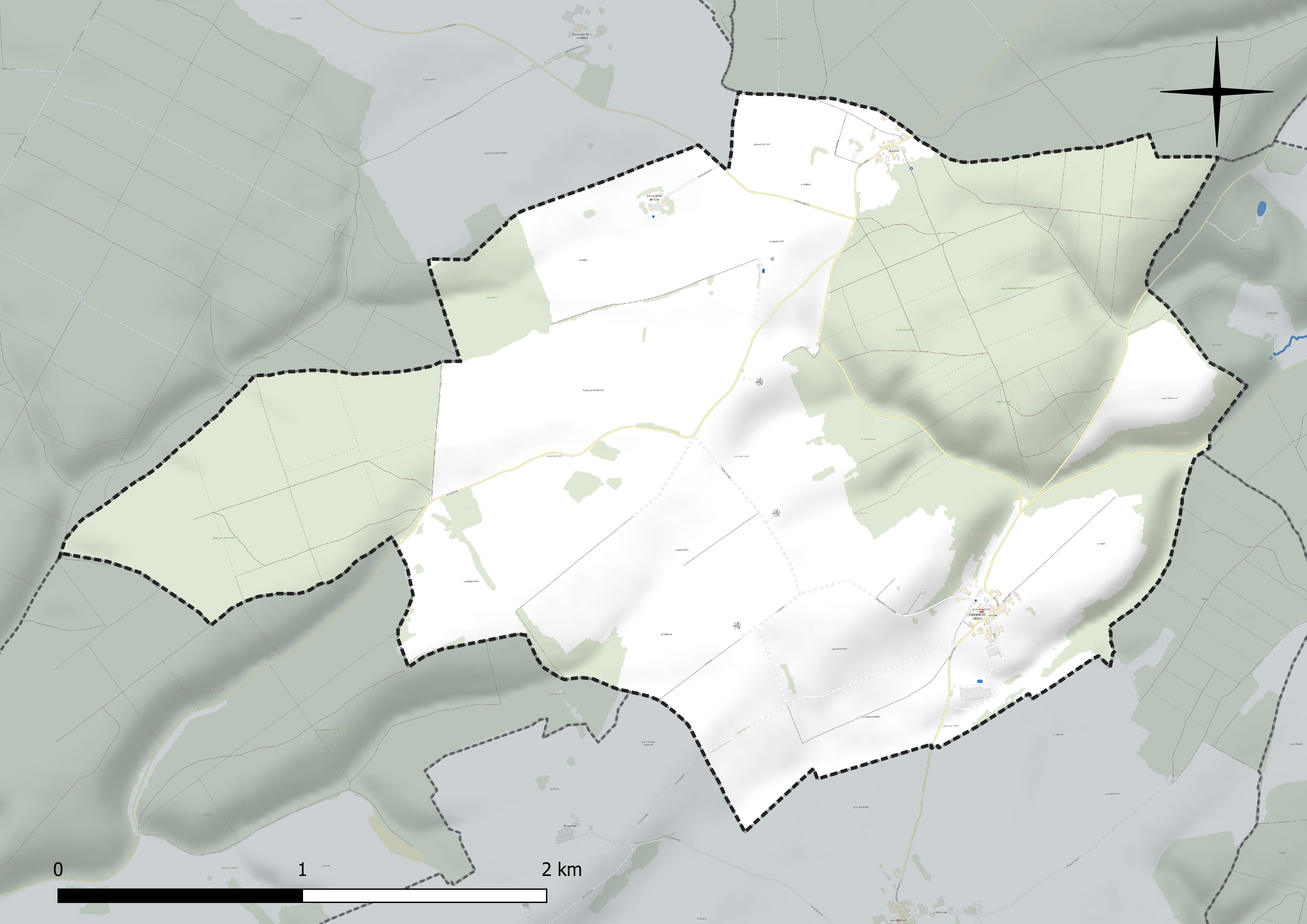
Réseau hydrographique de Ferrière-et-Lafolie.

### Climat
Pour des articles plus généraux, voir Climat du Grand Est et Climat de la Haute-Marne.
En 2010, le climat de la commune est de type climat de montagne, selon une étude du Centre national de la recherche scientifique s'appuyant sur une série de données couvrant la période 1971-2000. En 2020, Météo-France publie une typologie des climats de la France métropolitaine dans laquelle la commune est exposée à un climat océanique altéré et est dans la région climatique Lorraine, plateau de Langres, Morvan, caractérisée par un hiver rude (1,5 °C), des vents modérés et des brouillards fréquents en automne et hiver.
Pour la période 1971-2000, la température annuelle moyenne est de 10 °C, avec une amplitude thermique annuelle de 16,1 °C. Le cumul annuel moyen de précipitations est de 980 mm, avec 13 jours de précipitations en janvier et 9,7 jours en juillet. Pour la période 1991-2020, la température moyenne annuelle observée sur la station météorologique de Météo-France la plus proche, « Blécourt », sur la commune de Blécourt à 1 km à vol d'oiseau, est de 10,8 °C et le cumul annuel moyen de précipitations est de 879,6 mm. 
La température maximale relevée sur cette station est de 40,2 °C, atteinte le 25 juillet 2019 ; la température minimale est de −18 °C, atteinte le 20 décembre 2009,,.
Les paramètres climatiques de la commune ont été estimés pour le milieu du siècle (2041-2070) selon différents scénarios d'émission de gaz à effet de serre à partir des nouvelles projections climatiques de référence DRIAS-2020. Ils sont consultables sur un site dédié publié par Météo-France en novembre 2022.

## Urbanisme

### Typologie
Au 1er janvier 2024, Ferrière-et-Lafolie est catégorisée commune rurale à habitat très dispersé, selon la nouvelle grille communale de densité à sept niveaux définie par l'Insee en 2022.
Elle est située hors unité urbaine. Par ailleurs la commune fait partie de l'aire d'attraction de Joinville, dont elle est une commune de la couronne,. Cette aire, qui regroupe 31 communes, est catégorisée dans les aires de moins de 50 000 habitants,.

### Occupation des sols
L'occupation des sols de la commune, telle qu'elle ressort de la base de données européenne d’occupation biophysique des sols Corine Land Cover (CLC), est marquée par l'importance des territoires agricoles (60,3 % en 2018), une proportion sensiblement équivalente à celle de 1990 (59,7 %). La répartition détaillée en 2018 est la suivante : 
terres arables (47,2 %), forêts (39,7 %), prairies (13,1 %). L'évolution de l’occupation des sols de la commune et de ses infrastructures peut être observée sur les différentes représentations cartographiques du territoire : la carte de Cassini (XVIIIe siècle), la carte d'état-major (1820-1866) et les cartes ou photos aériennes de l'IGN pour la période actuelle (1950 à aujourd'hui).

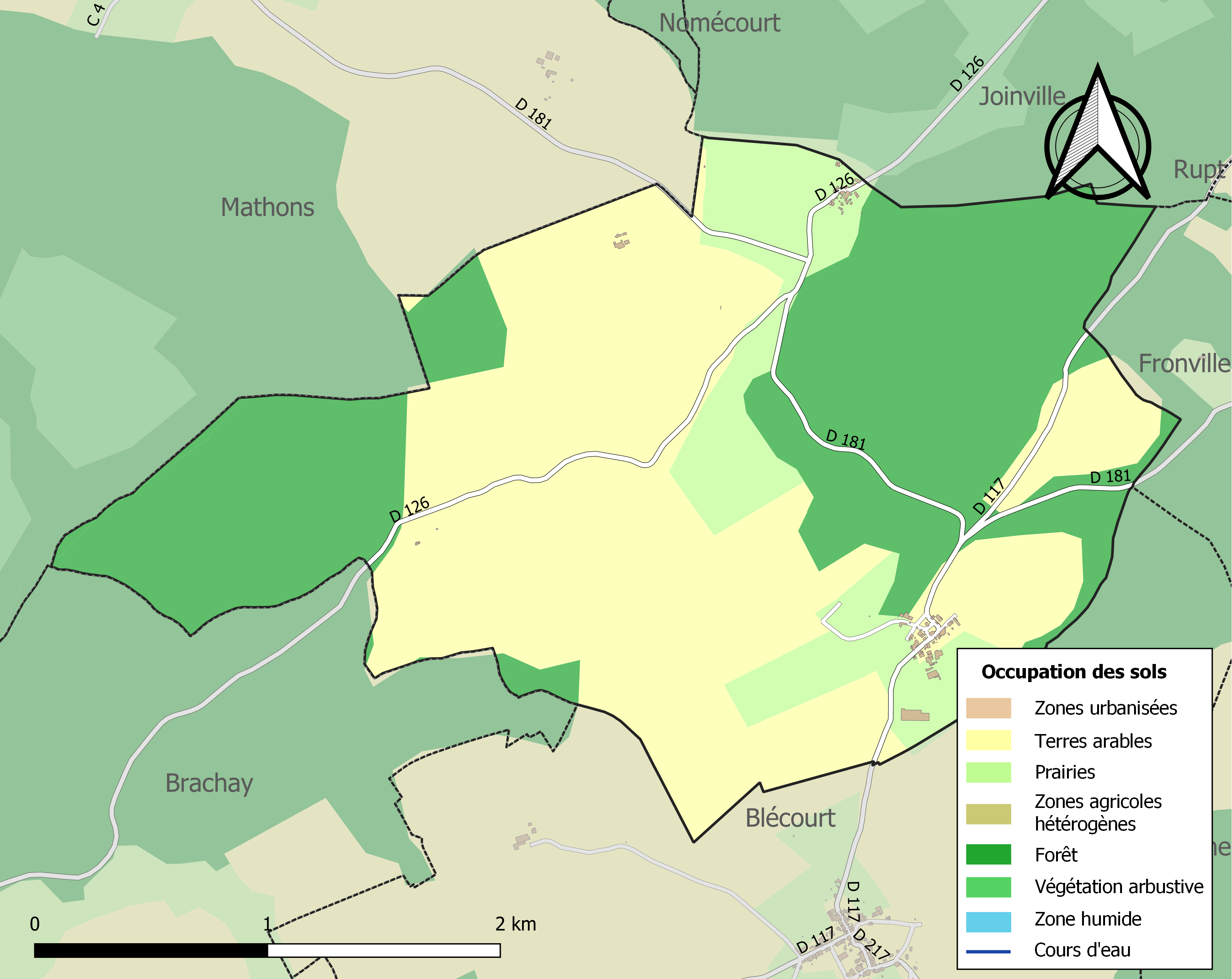
Carte des infrastructures et de l'occupation des sols de la commune en 2018 (CLC).

### Logements
Sur les 27 logements que comptait le village en 2019, 10,9% sont vacants soit 3 logements. 3 logements sont des résidences secondaires ou occasionnelles. Entre 2006 et 2015, 3 résidences principales ont été achevées. À titre de comparaison, de 1991 à 2005, seulement une résidence principale fut achevée. Personne n'a emménagé à Ferrière-et-Lafolie entre 2017 et 2019. En revanche, 42,9% ont emménagé il y a plus de 30 ans.

### Lieu-dit, Hameau et écart
La ferme de La Rendue se situe au sud-ouest du village de Lafolie.

### Voie de communication et transport
Lafolie est accessible par la route départementale 126 qui traverse le village, de l'est à l'ouest, de Joinville vers Brachay. La D181 viens de Mathons et descend vers Ferrières. Enfin, la D117 traverse Ferrières en direction, soit de Blécourt, soit de Rupt.
Lafolie est doté d'un arrêt de bus.

## Toponymie
En 1793, Lafolie et Ferrière, jusque-là hameaux de Blécourt, forment une nouvelle commune sous le nom de Ferrière-et-Lafolie,.
Ferrière est attesté sous les formes Farrières (1532) ; Ferrières et la Folie, hameaux dépendans de Blécourt (1763) ; Ferrière (XVIIIe siècle) ; Ferrières et Lafolie (1886) ; Ferrières-et-La-Folie (1889).

Ferrière, est un toponyme médiéval précoce (étant donné l'absence d'article défini, malgré les attestations tardives), de l'ancien français ferriere « endroit où l'on travail le fer; mine de fer ». Ce dernier mot, auquel a été accolé le suffixe -aria, est un dérivé collectif en -iere, formé sur le latin ferrum « fer ». Installation pour extraire, fondre et forger le fer. Ce toponyme désigne généralement une ancienne forge.
Lafolie, hameau de Ferrières, dont l'existence ne remonterait qu'au XVIIe siècle est attesté sous les formes La Follye (1641) ; Ferrières et La Folie, hameaux dépendans de Blécourt (1763) ; Lafolie (1858).

Lafolie pourrait désigner une terre tellement difficile à travailler, paysage de gâtine, que « c'est folie de vouloir le faire ». Ce toponyme, assez répandu en France, est toujours très difficile à cerner car il peut recouvrir des réalités très différentes. Dans de rares cas, le nom peut rappeler un pré où poussait la folie, une herbe légère et garnie de fleurettes blanches aujourd'hui appelée gysophile (car elle croît à l'état sauvage sur des terrains gypseux). Parfois, la folie est un bosquet, un clos ombragé et feuillu, se dit de certaines résidences, construites, depuis le XVIIe siècle en dehors des villes à l'usage de maison de plaisance ou de réception. Ici une simple ferme.

## Histoire
Ferrière est une ville neuve fondée en 1267 dans la forêt de Mathons par Jean de Joinville qui affranchit les habitants selon la coutume de Beaumont. Le village est primitivement sans église ni cimetière, aussi ceux de Blécourt servent pour les deux villages, le cimetière possédant toutefois une place à part pour chacun des deux villages. En 1657, un prêtre parisien du nom de Jean Pasquier, dont la mère est originaire de Ferrière, lègue une importante somme pour la construction d'une chapelle à Ferrière ainsi qu'à Lafolie (qui sera remplacée en 1838) et de trois écoles à Ferrière, Mussey et Donjeux,.
Quant à Lafolie, c'est initialement une simple ferme, près de laquelle Claude de Lorraine fait ériger une croix, avant de devenir un hameau en 1603 quand le seigneur du lieu, Charles de Guise, permet aux habitants de défricher les terres environnantes.

## Politique et administration

### Liste des maires
| Période                                  | Période  | Identité          | Étiquette | Qualité |
| ---------------------------------------- | -------- | ----------------- | --------- | ------- |
| Les données manquantes sont à compléter. |          |                   |           |         |
| mars 2001                                | 2014     | Jacques Duchêne   |           |         |
| mars 2014                                | En cours | Christian Maigrot |           |         |

## Population et société

### Démographie
L'évolution du nombre d'habitants est connue à travers les recensements de la population effectués dans la commune depuis 1793. Pour les communes de moins de 10 000 habitants, une enquête de recensement portant sur toute la population est réalisée tous les cinq ans, les populations de référence des années intermédiaires étant quant à elles estimées par interpolation ou extrapolation. Pour la commune, le premier recensement exhaustif entrant dans le cadre du nouveau dispositif a été réalisé en 2008.

En 2022, la commune comptait 51 habitants, en stagnation par rapport à 2016 (Haute-Marne : −4,62 %, France hors Mayotte : +2,11 %).
| 1793 | 1800 | 1806 | 1821 | 1831 | 1836 | 1841 | 1846 | 1851 |
| ---- | ---- | ---- | ---- | ---- | ---- | ---- | ---- | ---- |
| 257  | 237  | 268  | 264  | 272  | 272  | 250  | 257  | 254  |

| 1856 | 1861 | 1866 | 1872 | 1876 | 1881 | 1886 | 1891 | 1896 |
| ---- | ---- | ---- | ---- | ---- | ---- | ---- | ---- | ---- |
| 236  | 267  | 280  | 221  | 235  | 217  | 213  | 194  | 177  |

| 1901 | 1906 | 1911 | 1921 | 1926 | 1931 | 1936 | 1946 | 1954 |
| ---- | ---- | ---- | ---- | ---- | ---- | ---- | ---- | ---- |
| 154  | 149  | 132  | 128  | 94   | 103  | 96   | 105  | 80   |

| 1962 | 1968 | 1975 | 1982 | 1990 | 1999 | 2006 | 2008 | 2013 |
| ---- | ---- | ---- | ---- | ---- | ---- | ---- | ---- | ---- |
| 74   | 66   | 62   | 51   | 55   | 48   | 44   | 43   | 52   |

| 2018 | 2022 | - | - | - | - | - | - | - |
| ---- | ---- | - | - | - | - | - | - | - |
| 49   | 51   | - | - | - | - | - | - | - |

## Économie
- Agriculture

## Culture locale et patrimoine

### Lieux et monuments
- L'église

### Photos du village

#### Ferrière

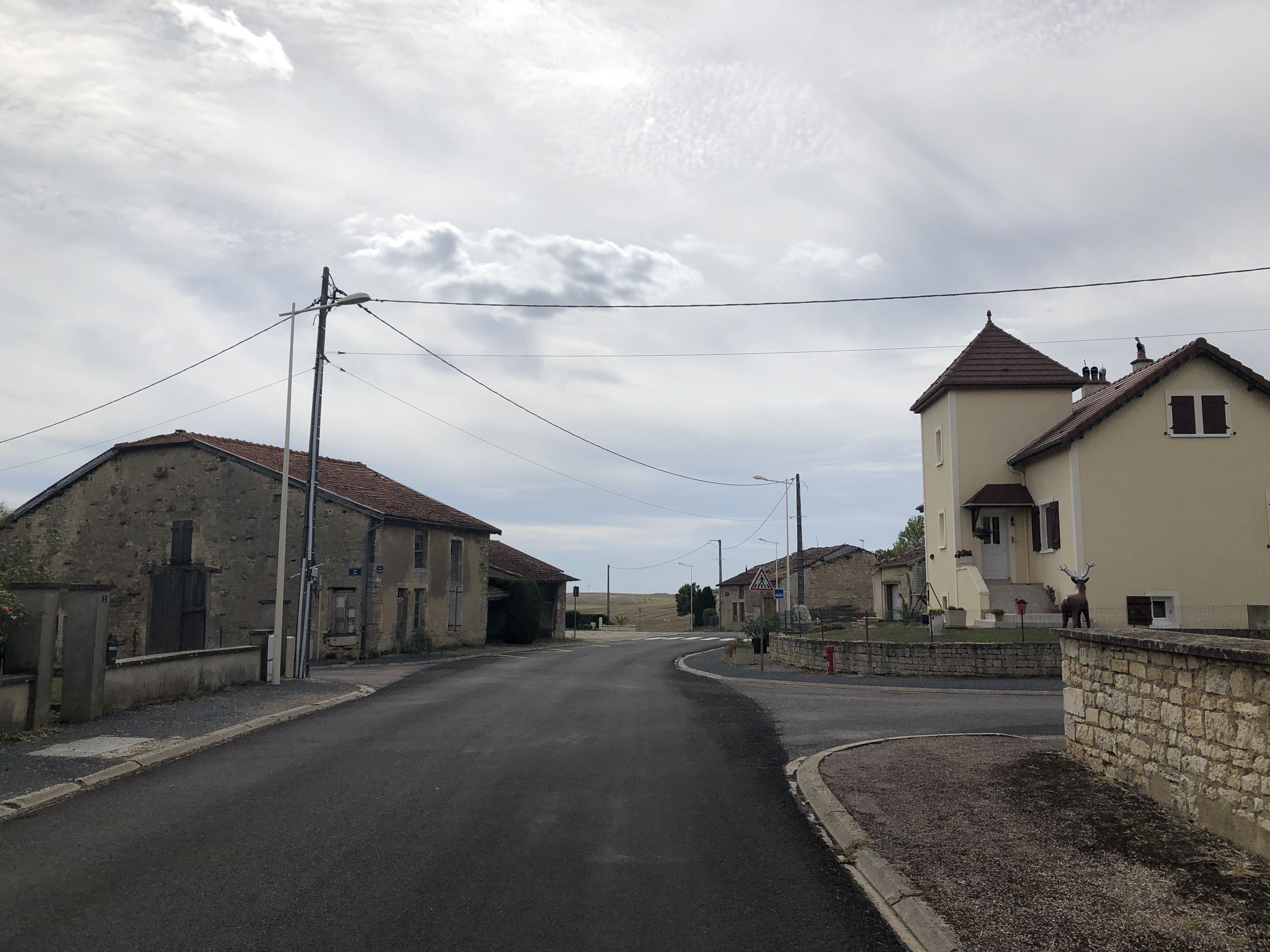
Vue de Ferrière (direction Blécourt)
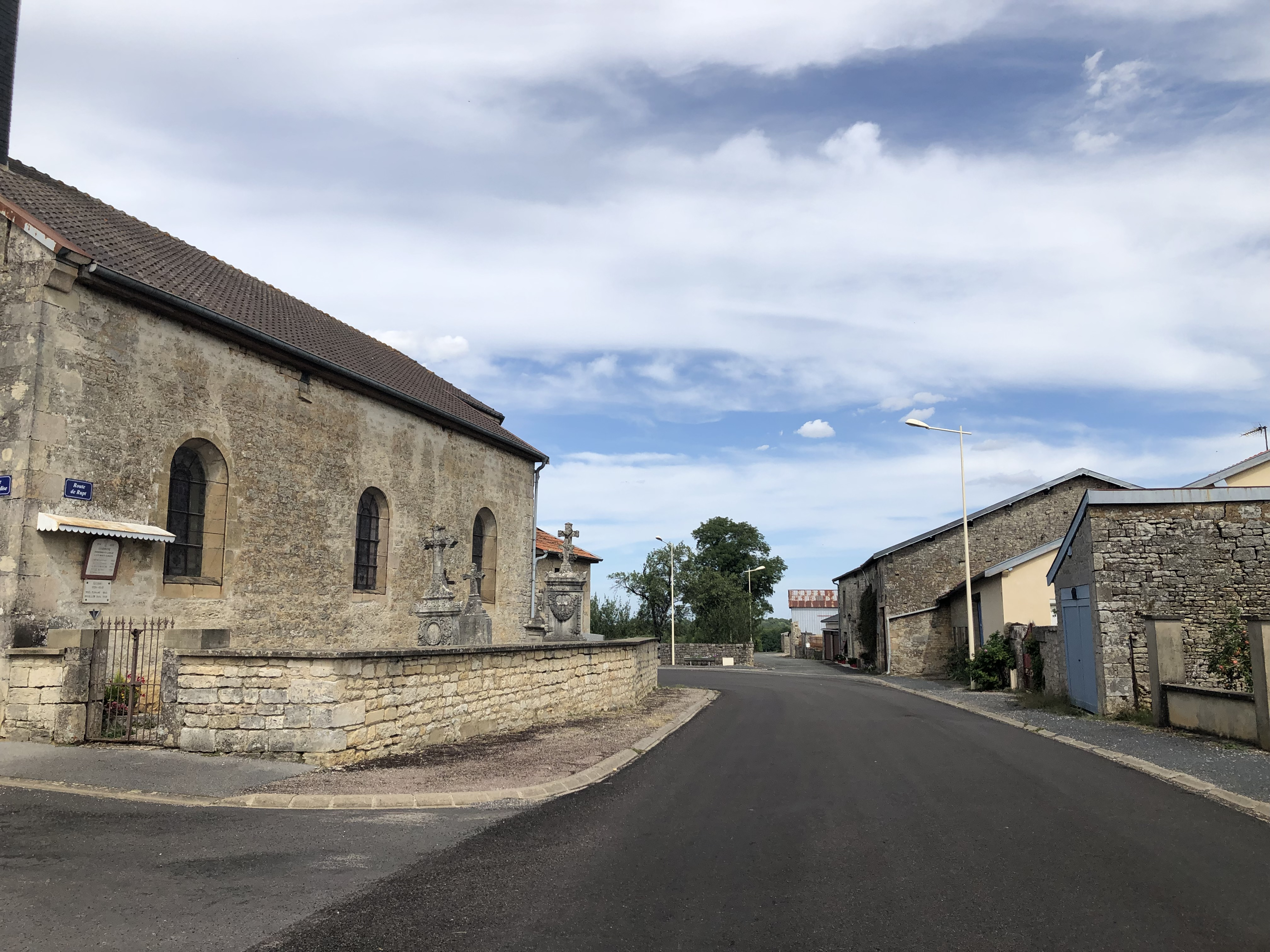
Vue de Ferrière (direction Joinville)
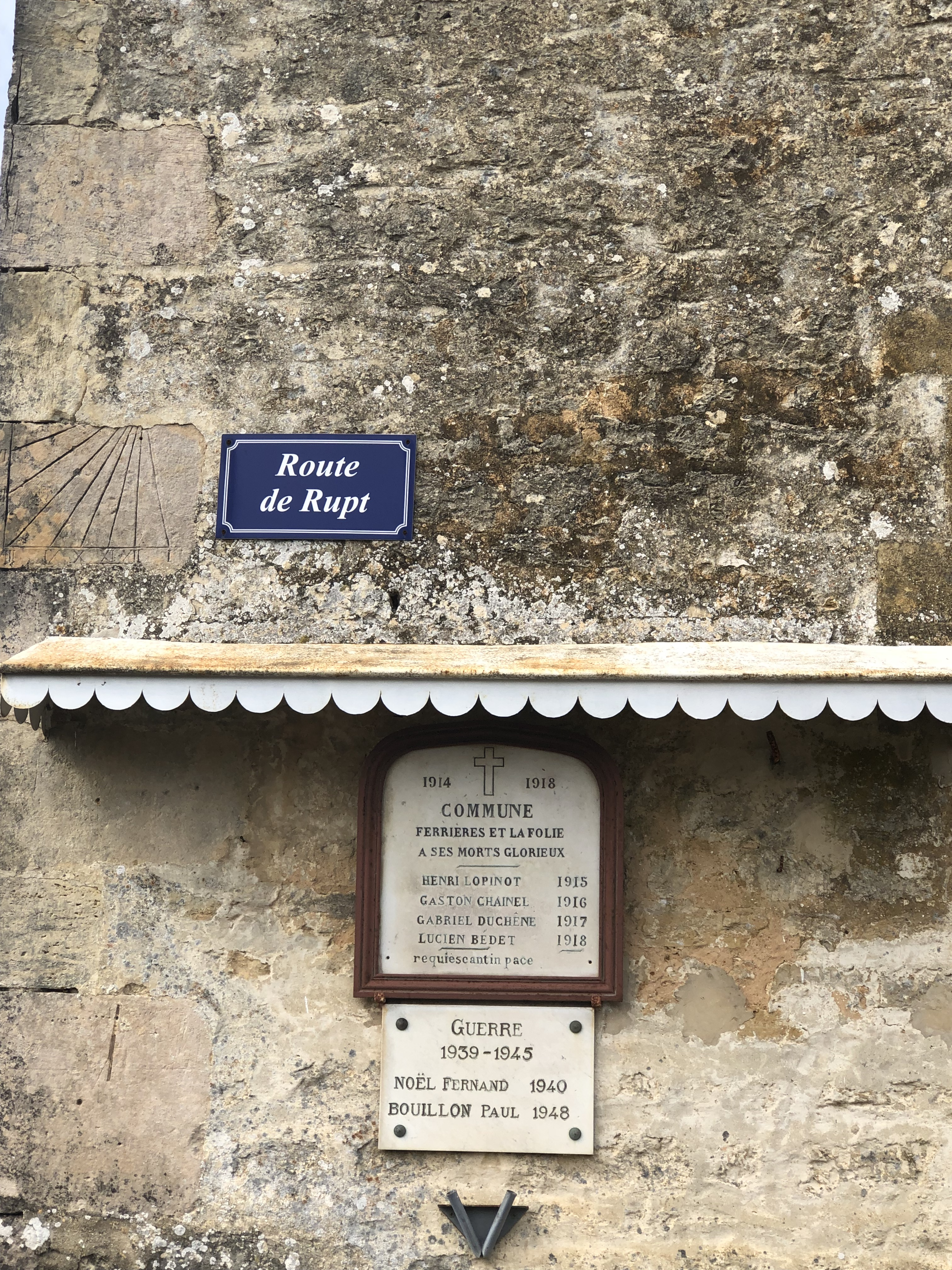
Cadran solaire et plaque commémorative sur le mur de l'église
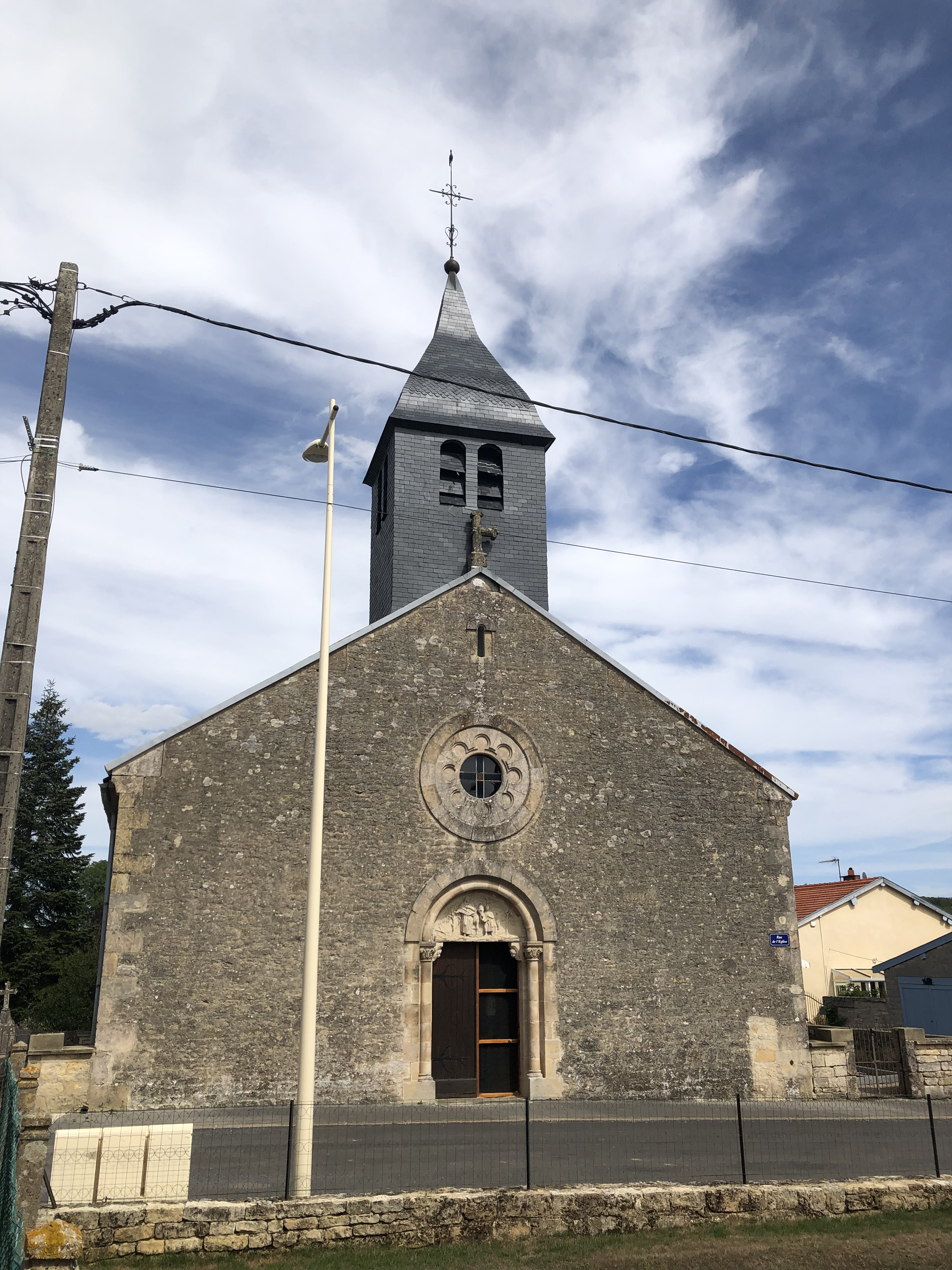
Vue de face de l'église de Ferrière
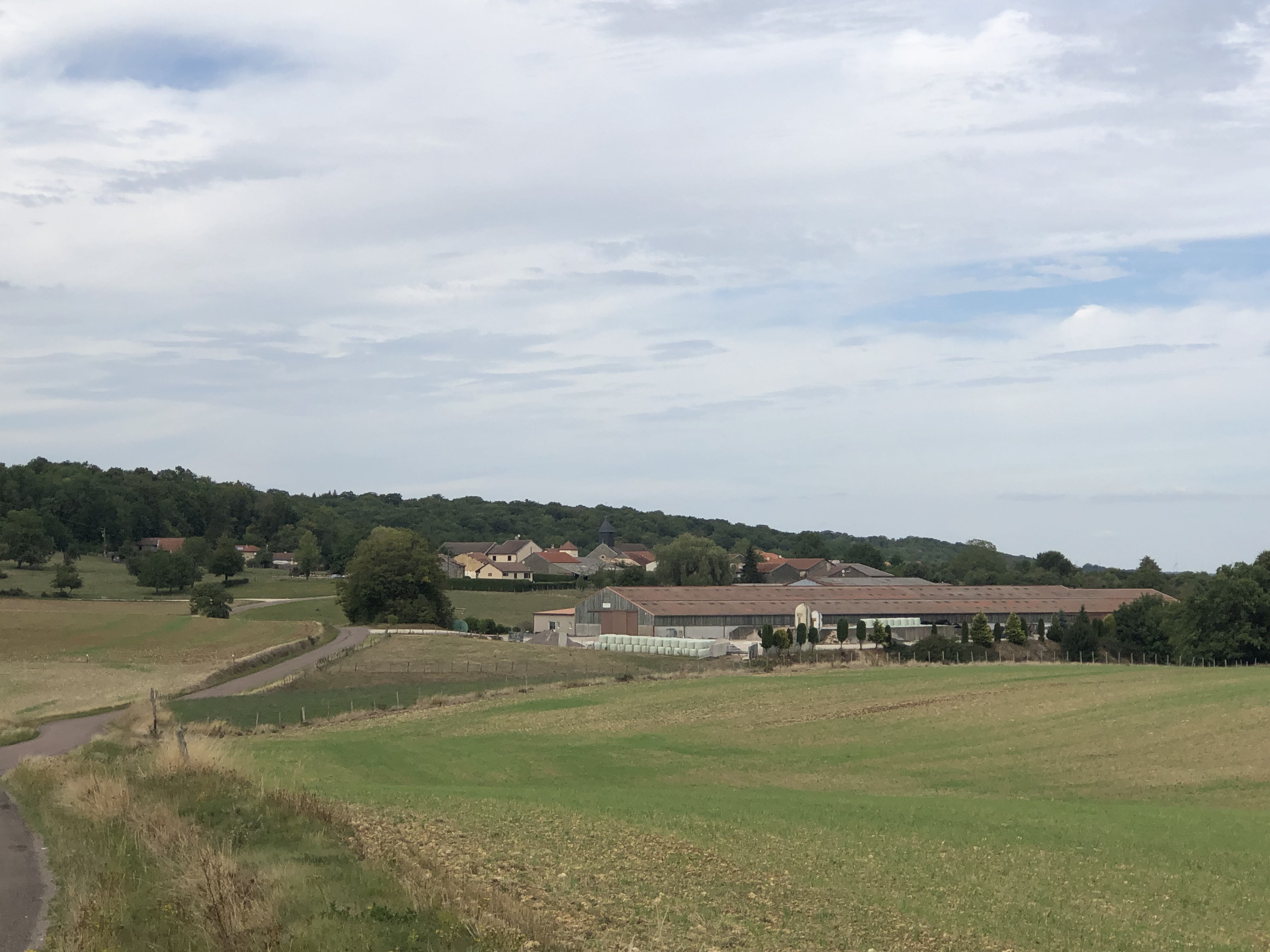
Vue générale de Ferrière, du calvaire de Blécourt

#### Lafolie

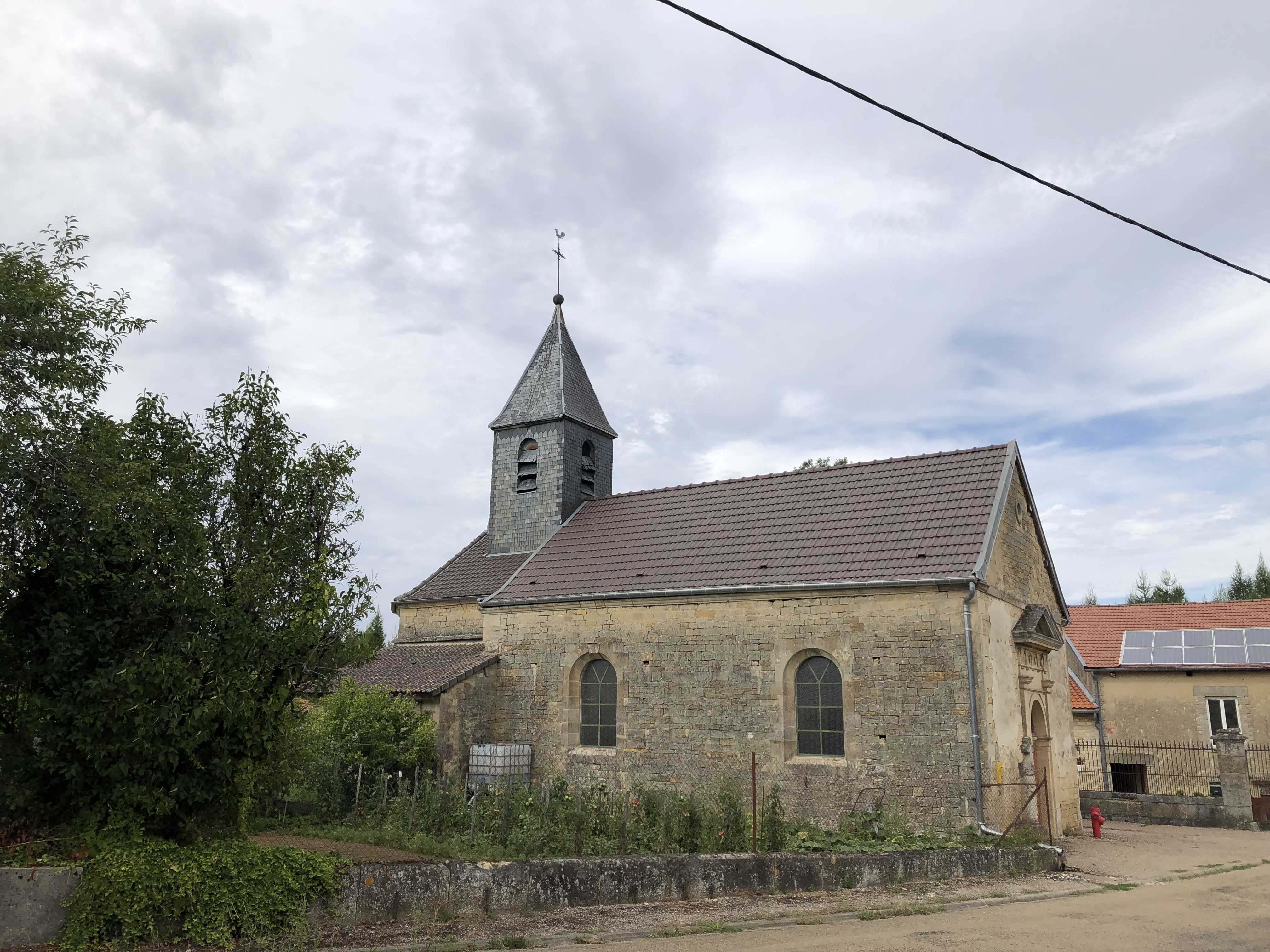
Vue de l'église de Lafolie
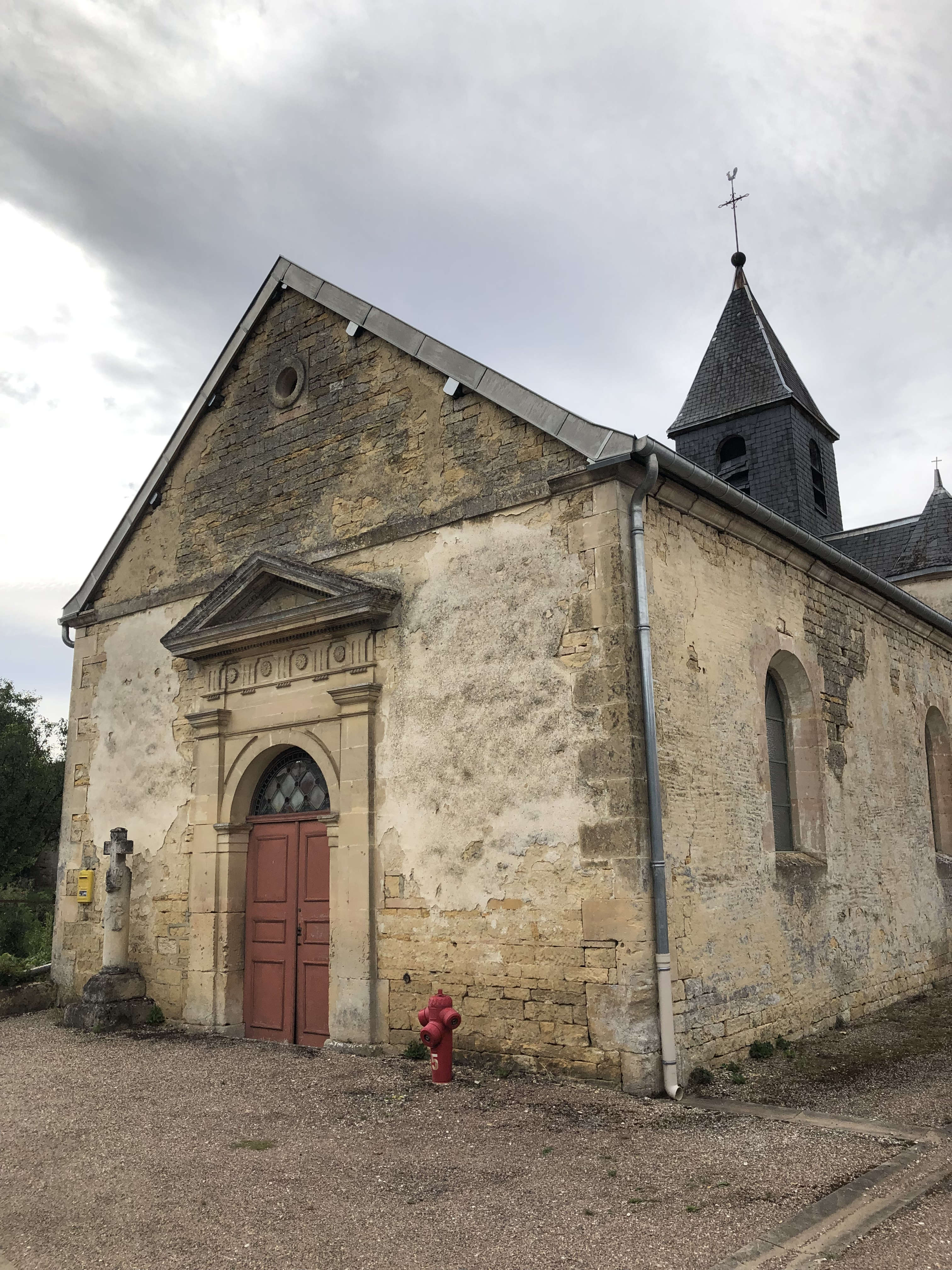
Vue de l'église de Lafolie de face
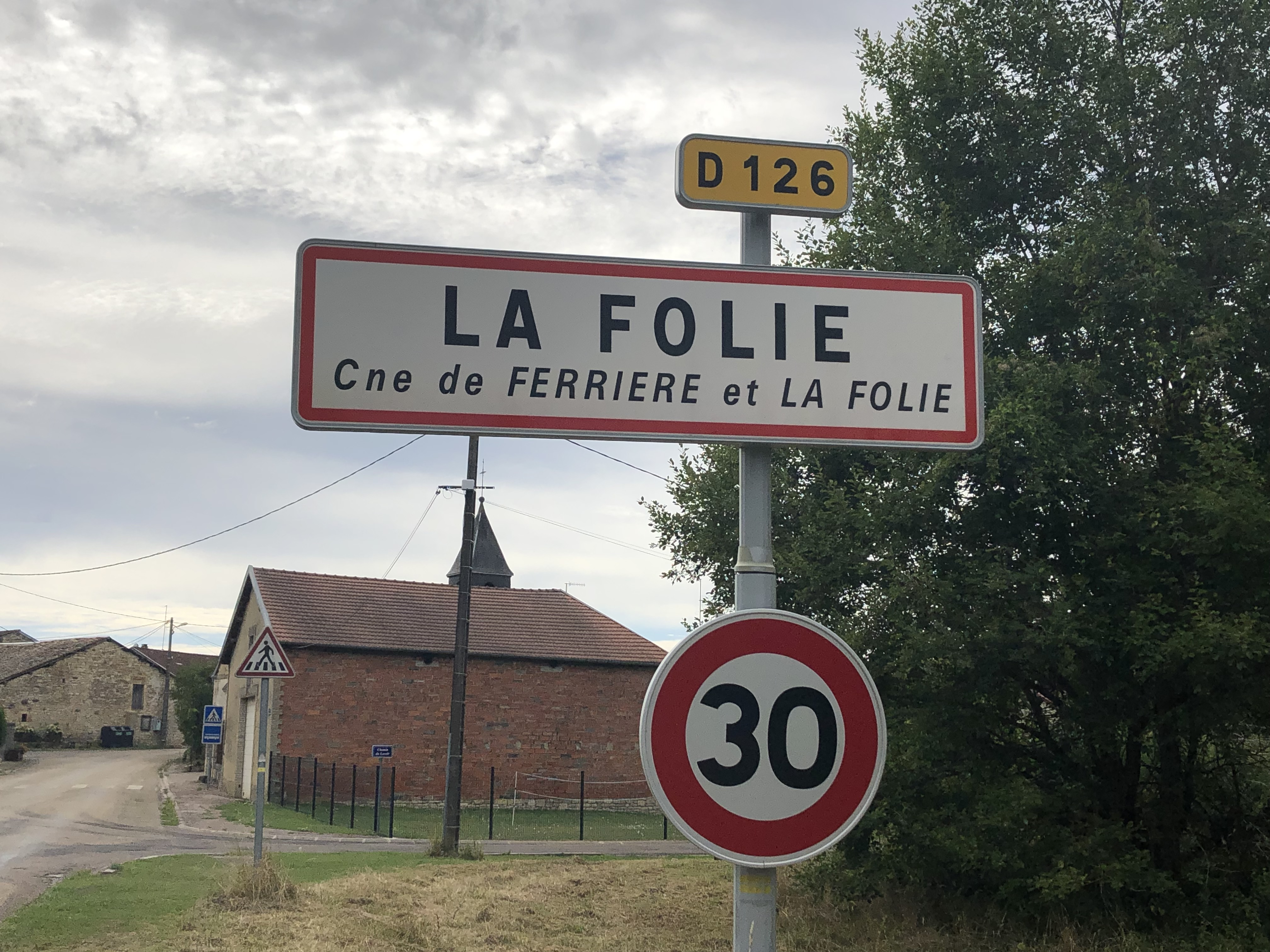
Panneau d'entrée de Lafolie
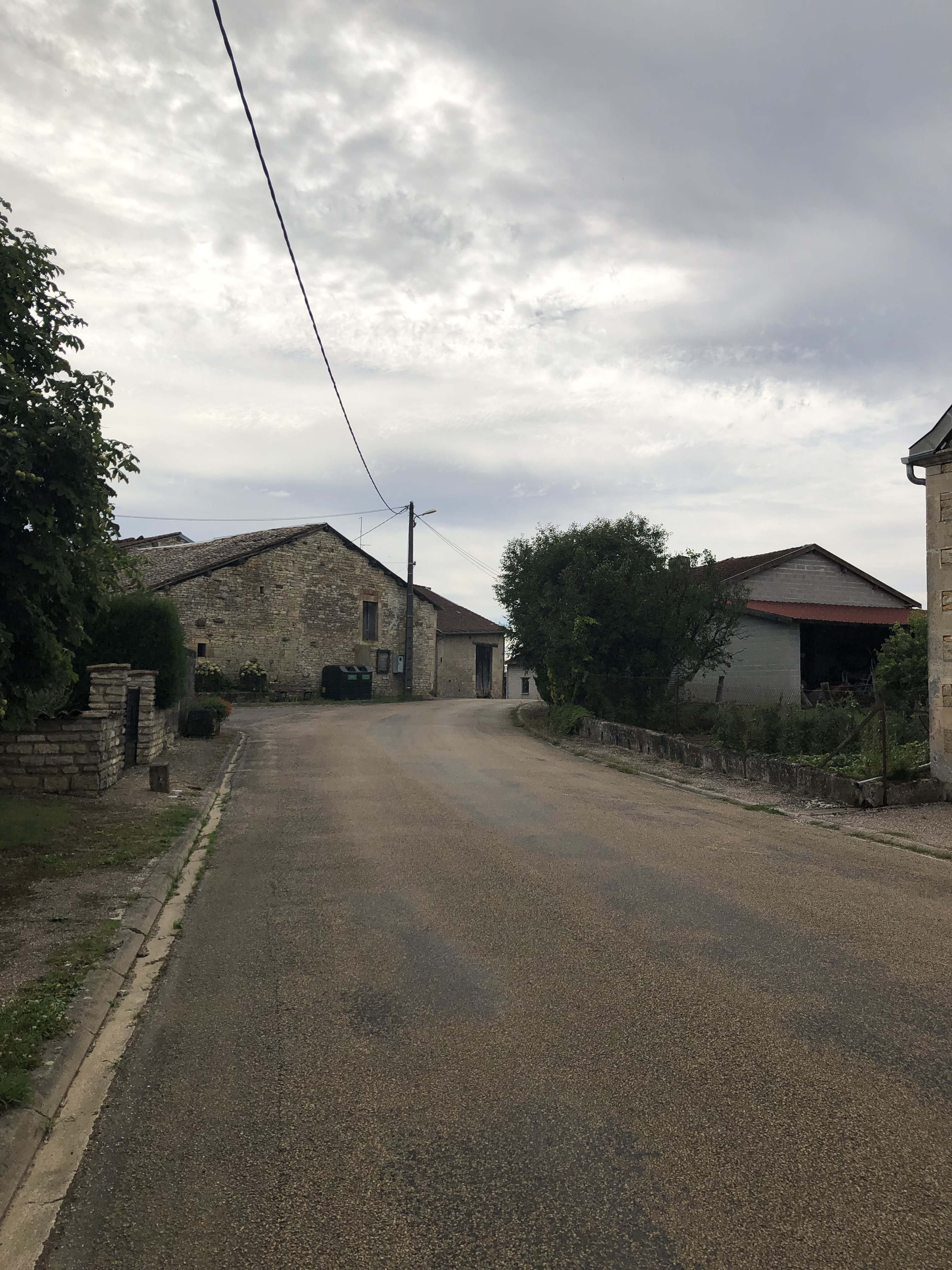
Vue de Lafolie (rue principale)